# Santa Victoria megye
Santa Victoria egy megye Argentína északnyugati részén, Salta tartományban. Székhelye Santa Victoria Oeste.

## Népesség
A megye népessége a közelmúltban a következőképpen változott:
| Év   | Lakosság |
| ---- | -------- |
| 2001 | 11 086   |
| 2010 | 10 344   |